# Барак батыра
Село Барак батыра (каз. Барақ батыр ауылы, до 2009 г. — Дарственное) — село в Куршимском районе Восточно-Казахстанской области Казахстана. Входит в состав Сарыоленского сельского округа. Код КАТО — 635259400.

## Население
В 1999 году население села составляло 1022 человека (504 мужчины и 518 женщин). По данным переписи 2009 года, в селе проживало 788 человек (398 мужчин и 390 женщин).

## Уроженцы
- В. В. Бунтовских — участник ВОВ, Герой Советского Союза.
- П. П. Журба — участник ВОВ, Герой Советского Союза.